# Seigo Narazaki
Seigo Narazaki (Kashiba, Nara, Japó, 15 d'abril de 1976) és un futbolista japonès.

## Selecció japonesa
Seigo Narazaki ha disputat 77 partits amb la selecció japonesa.